# 文化社会学
文化社会学是社会学的重要分支学科，从社会学的视角来考察文化，文化在社會中形成、展現、变迁、影响和传播。此處的文化通常被理解為一組認知的意義。文化社会学主要研究文化与社会的相互关系。根据具体的领域又可分为文艺社会学、知识社会学、文化传播社会学等等学科。
文化的定義一直以來都因包含的層面可狹可廣，所以爭議不斷。比較普遍的定義是理念（ideas）、規範（norms）、人工藝品（artifacts）、象徵符號（symbols）等，文化社會學的基本主張是這些文化範疇的共通點在都具有傳達意義（signification）的功能，故文化社會學應考察人類社會是如何透過這些文化因素來溝通意義，而這樣的溝通過程又如何進一步形塑社會生活，它不一定只強調溝通的和諧性，也注重利益爭執如何透過文化過程來體現，不同團體之間的衝突跟抗爭如何在文化領域上開展，這是文化社會學跟只「強調物質或政治經濟學的解釋」不同之處。

## 文化社會學的發展

### 早期文化社會學的研究者及發展
文化社會學的出現，是由早期理論家如馬克思、韋伯及涂爾幹等模塑出的社會學，以及從民族學技巧出發以描述及分析不同文化的人類學交集而成。今天在文化社會學中，還可感受早期的痕跡：不論在理論上 (不同批判進路仍被今天視為研究重心)，方法上 (大部分文化社會學的研究皆為質性)以自其他部分都可一一見之。例如，大眾文化、政治控制及社會階層之間的關係，便是其中一個歷久常新的課題。

#### 卡爾‧馬克思
作為衝突理論的主要來源，馬克思的意念亦有處理文化的問題。他認為，由於統治階層為社會最強的成員，文化便會由他們所訂立，意圖讓該社會有最大的利益。他也提及一個社會的經濟狀態如何決定其價值及意識形態。

#### 愛彌兒‧涂爾幹
對涂爾幹而言，文化之於社會的關係甚多，如：
1. 邏輯性—統管各人之權力來源可以來自某些文化種類，或者如「神」之類的信念。
2. 功能性—一些儀式及神話透過讓人們獲得更強信念，繼而衍生或鞏固社會秩序。越多人相信該些神話，社會秩序越見強化。
3. 歷史性—文化之根源乃社會性；從感受其經驗可知，我們的思想及文明進路可以演化一些新概念，如「分類系統」。

#### 馬克斯‧韋伯
韋伯創製了「地位群體」一概念，意指某一種的次文化。地位群體可因應其種族、宗教、地區、職業、性別、性取向等訂立，而他們各自會因應不同的價值及規範而有不同的生活方式。他們是文化中的文化，故有「次文化」之名。韋伯亦認為人會被物質及理想的利益而推動，例如透過「令自己避過劫難」等想法以推動自己。他解釋了人利用符號來彰顯自己靈性，因符號有表達真實事件靈性一面之功能。何謂「理想的利益」，就是從符號來推動。
1. ↑  RALLY, 中山大學在地傳承跨界創新計畫. . 城市是一座共事館. 2021-05-21  [2022-05-30] （中文）.